# Hannah Britland
Hannah Britland, née le 2 février 1990 à Preston dans le Lancashire, est une actrice anglaise.

## Filmographie
- 2011 : Misfits (série télévisée) : Emma
- 2012 : Vera (série télévisée) : Hannah Lister
- 2012 : Uncle (série télévisée) : Gwen
- 2012 : 4Funnies (série télévisée) : Gwen
- 2013 : The Best Offer : Terri
- 2013 : Skins (série télévisée) : Charlie (2 épisodes)
- 2013 : Rush : la stewardess
- 2013 : Big Bad World (série télévisée) : Chugger
- 2013 : Fresh Meat (série télévisée) : Sam (7 épisodes)
- 2014 : Summer Bay (Home and Away) (série télévisée) : Linda Somerset (5 épisodes)
- 2014 : Ivory Stage (court métrage) : Anna Grey
- 2014 : Our World War (mini-série) : Lizzie
- 2015 : A Gert Lush Christmas (téléfilm) : Lisa
- 2016 : Meurtres au paradis (Death in Paradise) (série télévisée) : Zoe Mackay
- 2016 : Between Two Worlds : Anna
- 2017 : Hard Way: The Action Musical (court métrage) : Robin
- 2014-2018 : Lovesick (série télévisée) : Abigail (15 épisodes)
- 2018 : Innocent (en) (mini-série) : Melissa Wilson (4 épisodes)
- 2019 : Seasons (série télévisée) : Flipper